# Patrick Djivas
Yan Patrick Érard Djivas (Cannes, 23 maggio 1947) è un bassista e compositore francese naturalizzato italiano. 
È stato uno dei fondatori degli Area e, dal 1973, è uno dei componenti della PFM, band per la quale ha scritto gran parte dei brani dal 1980. È anche compositore di sigle televisive, jingle pubblicitari e colonne sonore.

## Biografia

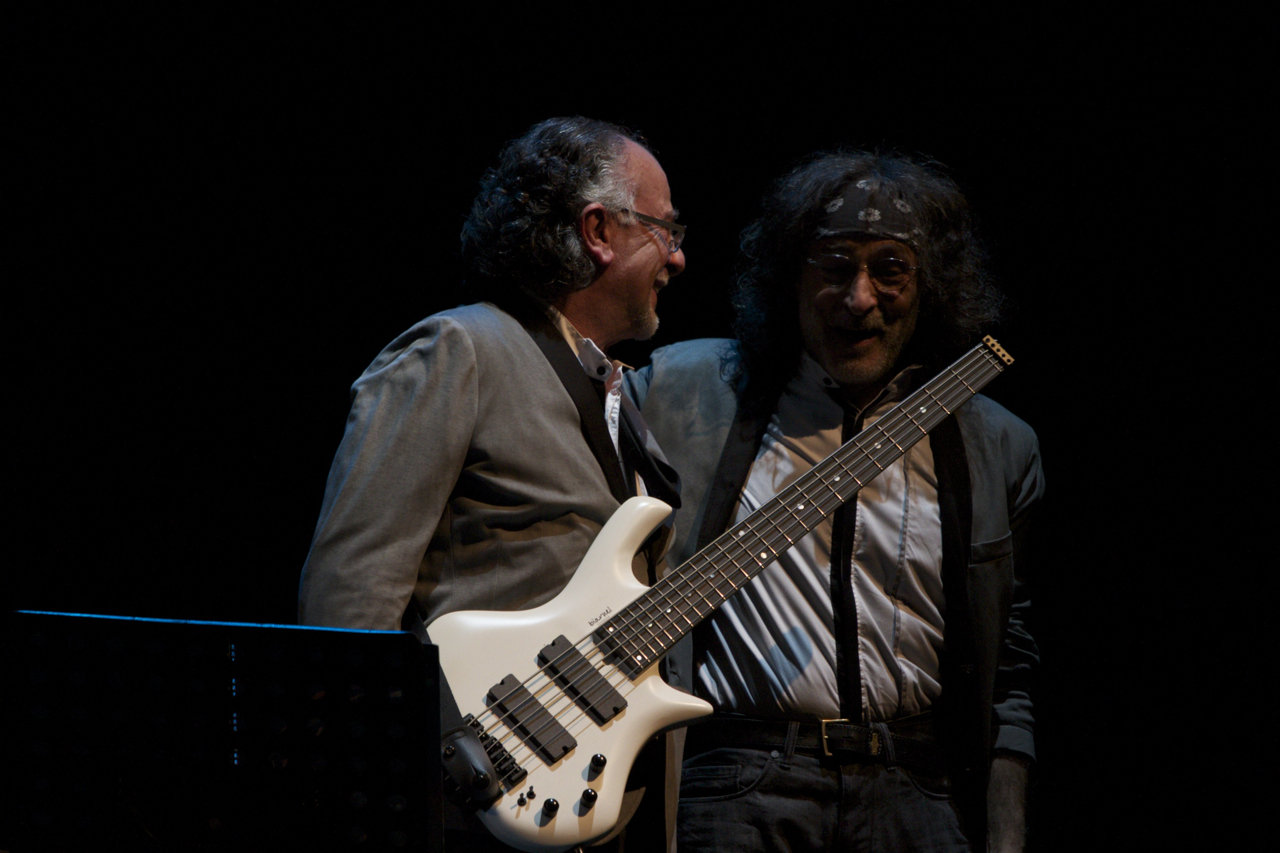
Patrick Djivas e Franz di Cioccio nel 2011

Nato da padre alsaziano e madre greca, ha iniziato la sua carriera musicale nel 1964, avvicinandosi al Rhythm and blues da chitarrista.
Nel 1969 giunge in Italia ed entra nel gruppo di Rocky Roberts e nello stesso anno inizia a suonare il basso con il gruppo francese di rhythm and blues "Joyce e i Jokers". 
(Patrick Djivas)
Ha fondato nel 1971 il gruppo progressive rock Area con Demetrio Stratos, Giulio Capiozzo e Gaetano Leandro, con cui registra un brano eponimo (Area) incluso nel disco Radius di Alberto Radius. Con gli Area, nel 1972 apre il tour dei Nucleus nella prima formazione del gruppo che includeva anche Johnny Lambizzi e Victor Eduard Busnello, poi i tour di Rod Stewart e infine dei Gentle Giant, sostituendo Gaetano Leandro con Patrizio Fariselli. Con questa formazione registreranno Arbeit Macht Frei. È entrato nella PFM, nella quale milita tuttora, nel 1973.
Dal 1974 Patrick Djivas incide gli album del periodo "internazionale" della PFM e, durante la permanenza negli Stati Uniti, incontra Leo Fender nel 1976, conosciuto grazie allo staff della Music Man, che sponsorizzava la PFM, e Jaco Pastorius, che incontra per la prima volta all'albergo Sunset Marquis di Los Angeles - Alta Loma (da qui il pezzo Alta Loma 5 till 9), e che presto diventa un suo grande amico.
Oltre alla PFM, Patrick Djivas si cimenta in produzioni musicali per TV, cinema e teatro, come ad esempio la sigla del TG5 e i jingle istituzionali delle reti Mediaset (queste due assieme al collega della PFM Franz Di Cioccio), colonne sonore per varie fiction TV e per il teatro di Glauco Mauri (Don Giovanni e Riccardo II), musiche originali per grandi manifestazioni e produzioni discografiche di vari artisti italiani.
Dal 2004 si dedica anche alla divulgazione e alla didattica musicale, collaborando con importanti riviste nazionali di musica (Strumenti Musicali, Computer Music & Project Studio e altre). Nel 2007 è coautore del libro Cubase 4 - Guida completa (edito da Apogeo) assieme a Pier Calderan, esperto della computer music.
Nel 2019 ha ricevuto il premio Note da Oscar per la sezione "canzoni nel cinema" dalla giuria del Festival "Alessandro Cicognini".
Ha influenzato ed è curatore del progetto Art in Music del pittore, chitarrista e compositore Pasquale Colucci, raccontandone la genesi nei cataloghi dedicati all'artista.
È citato nel libro Kriminali con le stellette di Massimo Barletta, di cui è stato docente (Tecnico del suono) al Centro Professione Musica.